# The Simpsons Hit & Run
The Simpsons: Hit & Run es un videojuego de acción-aventura basado en la serie de televisión Los Simpson. El videojuego salió a la venta para Nintendo GameCube, Xbox, PlayStation 2 y Microsoft Windows el 16 de septiembre de 2003 en Estados Unidos, el 25 de diciembre de 2003 para Japón y el 31 de octubre de 2003 en Europa y Australia. La historia y los diálogos fueron realizados por los guionistas de la serie, incluyendo las voces originales del elenco (también las voces castellanas de la serie están en la versión traducida al español del juego).
El juego sigue la historia de la Familia Simpson y de los ciudadanos de Springfield, quienes son testigos de muchos incidentes extraños que ocurren en la ciudad. Cuando varios residentes deciden tomar el asunto por sus propias manos, descubren que los aliens Kang y Kodos están filmando una serie de telerrealidad sobre la población.
El juego recibió críticas generalmente favorables de los críticos de videojuegos. La alabanza se concentró principalmente en la interpretación de la serie de televisión Los Simpson como un juego de video y su asumida parodia de Grand Theft Auto III, mientras que las críticas fueron principalmente sobre algunos aspectos de la jugabilidad. El juego recibió el premio de videojuego favorito en los Nickelodeon Australian Kids' Choice Awards en 2004. Para junio del 2007, más de 3 millones de copias fueron vendidas. 
Las palabras "Hit and Run", aunque traducidas literalmente como "Golpear y Correr", respectivamente, es en realidad una expresión idiomática en inglés que se utiliza cuando una persona comete un delito, generalmente conduciendo, y huye de la escena del crimen para evitar ser llevada ante la justicia.

## Jugabilidad
El videojuego tiene 7 niveles, cada uno con misiones y una trama única. El jugador solamente puede controlar un personaje específico en cada nivel. Los personajes jugables son Homero, Bart, Lisa, Marge y Apu. Homer y Bart son jugados dos veces. Cuando se viaja a pie, el personaje jugador puede caminar, correr y realizar tres clases de ataques: una patada normal, una patada voladora y un movimiento aplastante. Para conducir, el jugador puede igualmente utilizar alguno de los vehículos que pasan por el camino, una característica tomada de Grand Theft Auto III , o usar una cabina telefónica para seleccionar un coche. En ambos juegos, el jugador corre contra otros personajes, recoge artículos antes de que el tiempo se acabe, y arruina otros vehículos.
El juego tiene un formato no lineal que enfatiza el conducir, y el jugador controla su personaje desde una perspectiva en tercera persona. El personaje puede realizar ciertos actos de violencia, como atacar peatones, hacer explotar vehículos y destruir el entorno. El videojuego tiene un medidor de advertencia que indica que la policía tomará represalias por mal comportamiento. Situado en la esquina inferior derecha, el medidor circular de hit and run se llena cuando el jugador atropella gente o destruye objetos, y disminuye cuando se deja de hacerlo. Cuando se llena, patrullas persiguen al personaje durante la duración del hit and run.
Cada nivel contiene objetos que el jugador puede recolectar, como monedas, las cuales pueden ser obtenidas destruyendo máquinas expendedoras de Buzz Cola, cajas de Buzz Cola o cámaras avispa; siendo las últimas que se hacen más elusivas a medida que avanza el juego. Las monedas se pueden utilizar para comprar nuevos coches y trajes, algunos de los cuales son necesarios para avanzar en el juego.  El jugador también puede recoger las tarjetas de Itchy y Scratchy. Mediante la recopilación de todas las 49, siete en cada nivel, el jugador desbloquea un video especial de Itchy & Scratchy. Varios eventos pueden hacer que el jugador pierda monedas; dado que el personaje no puede morir, las lesiones hacen que el jugador pierda monedas. Si el jugador está lo suficientemente cerca de las patrullas por un cierto período de tiempo en el que es perseguido, es multado con cincuenta monedas.

## Argumento
Misteriosos sucesos están ocurriendo en Springfield, incluyendo cámaras de seguridad en forma de avispa, furgonetas negras de vigilancia misteriosas, círculos en los cultivos, y un "nuevo y mejorado" sabor del popular refresco Buzz Cola. Una horda de estas avispas descienden sobre la ciudad al comienzo del juego. Una entra en la casa de los Simpson y es aplastada por Homer, emitiendo monedas. Homer recoge una de las monedas, y ve un comercial de la nueva Buzz Cola en la televisión, conducido por Krusty el Payaso. Notando que el logotipo de la moneda se parece al de Buzz Cola, Homer decide que debe conseguir Buzz Cola.
Homer en un principio va al Kwik-e-mart y compra Buzz Cola, luego se mete en las tareas más rutinarias, tales como darle a Lisa su proyecto de ciencias o ir a trabajar. Al final del día, Homer es enviado a casa desde el trabajo y ve un informe de noticias en la televisión, que le informa de que las misteriosas cámaras y las furgonetas negras están siendo vistas por toda la ciudad. Él descubre una de las camionetas espiándolo fuera de la casa, y decide seguirla, llevándolo a la mansión del Sr. Burns. Homer llega a la conclusión de que el Sr. Burns es responsable, y va a enfrentarse a él. Sin embargo, Burns revela que las furgonetas negras eran furgonetas de reparto de pizza, y procede a despedir y lanzar a sus perros guardianes sobre Homer.
Al día siguiente, Bart se salta la escuela en busca del nuevo juego, Bonestorm II. Después de evadir al Director Skinner, hace tareas para ciertas personas que le dan una ventaja para encontrar el juego. El camino lo lleva al Profesor Frink que, a cambio de unos mandados, le deja a Bart ver el nuevo Camiónosaurio. Bart es casi atacado por él, pero escapa antes de desaparecer en un rayo tractor. Lisa intenta encontrar a su hermano al explorar el Puerto Calamar en busca de pistas. Ella descubre del Abuelo que los sedanes negros que han ido apareciendo en la ciudad están conectados a la desaparición de Bart. Lisa destruye los sedanes, pero los encuentra vacíos. Después de completar una tarea para el Capitán de Mar, ella destruye una limusina negra pero descubre que Bart salió de ella y se subió a un barco. Ella encuentra a Bart en el barco; él parece tener pérdida de memoria y está murmurando de forma ininteligible, mientras que suele mencionar los sedanes y la Buzz Cola.
Marge se dispone a conocer lo que ha afectado a Bart. Mientras investiga los círculos en los cultivos que recientemente apareció en el campo de cultivos de Cletus Spuckler, el Abuelo le dice que los círculos en los cultivos se asemejan al logotipo de Buzz Cola. Marge le da una lata de la cola a Bart, que le saca de su estupor. Bart revela que la nueva Buzz Cola es un control mental alienígena, que se le dio mientras estaba secuestrado. Marge decide purgar Springfield de los camiones de cola, pero a pesar de sus esfuerzos, la bebida aún mantiene su popularidad.
Inspirado por los esfuerzos de Marge, Apu intenta descubrir la fuente de la cola, arrepentido de venderla en primer lugar. Snake Jailbird le dice que los camiones de cola son registrados en el Museo de Historia Natural de Springfield. Apu y Bart llegan al museo, donde encuentran un meteorito como la fuente de la cola. Ellos espían una conversación entre los alienígenas Kang y Kodos, que son los autores intelectuales del plan. Apu y Bart se enteran de que las cámaras avispa están filmando las travesuras de Springfield para un reality show intergaláctico, Tontos Terrícolas. Los alienígenas están utilizando la cola para enloquecer a la gente, momento en el cual Kang y Kodos distribuirán pistolas láser entre la población para conducir al pueblo a una violenta masacre que seguramente atraerá a muchos espectadores.
Apu se niega a ayudar, así que Bart se encarga solo de frustrar el plan de Kang y Kodos. Él le pide ayuda a Krusty, pero Krusty le informa que ya ha ayudado a la Cervecería Duff a preparar puestos de pistolas láser gratis por todo Springfield. Bart luego va a su padre, Homer, en busca de ayuda, y el dúo persigue rápidamente a Kang y Kodos a la cervecería. Sin embargo, los extraterrestres escapan, y antes de partir, revelan que ya han liberado la Buzz Cola por todo el suministro de agua de Springfield. A medida que la cola se filtra en el suelo, esta libera a los no muertos del Cementerio de Springfield, que invaden Springfield.
Cuando Homer recoge suministros para proteger a su familia y su hogar de los zombis merodeadores, decide perseguir un coche deportivo negro—que es una sonda para la nave extraterrestre—a la Planta de Energía Nuclear de Springfield. Allí, encuentra al Profesor Frink, que ha descubierto la debilidad de los alienígenas: los residuos nucleares. Él planea utilizar el rayo tractor de la nave alienígena para aspirar coches que están cargados de barriles de residuos nucleares. Después de cargar con éxito el coche de Frink, junto con tres más, en el rayo tractor de los alienígenas, la nave explota. Al día siguiente, Springfield regresa a la normalidad, y Homer es visto como una celebridad entre los espectadores de Tontos Terrícolas.

## Desarrollo
El desarrollador del juego, Radical Entertainment, recibió los derechos para crear juegos de la franquicia de Los Simpson cuando se demostró un prototipo jugable. Radical lanzó su primer juego de la franquicia en 2001 con The Simpsons Road Rage, una parodia de la serie de videojuegos Crazy Taxi. Después de que Road Rage fuera puesto a la venta el equipo de desarrollo de Hit and Run decidió no crear una secuela directa de Road Rage. En cambio, Radical quería dirigir la serie de videojuegos de la franquicia en una dirección diferente, dando el motor del juego una revisión exhaustiva. Los desarrolladores consideraron que para todo lo demás era necesario un nuevo enfoque, mientras que sólo la parte de la conducción de Road Rage era digno de guardar, en el Hit & Run, se introduce una mayor inteligencia artificial de tráfico, lo que hace que los vehículos controlados por computadora reaccionen mejor a la conducción del jugador. Los desarrolladores también decidieron añadir un elemento de exploración en el juego para que los jugadores salgan del coche y naveguen por la zona a pie, por lo que el juego ofrece una mejor experiencia de Springfield.
Cuando desarrollaban los gráficos del juego, el equipo decidió incluir lugares icónicos de Springfield. El jugador es capaz de entrar en algunos de ellos, incluido el Kwik-E-Mart, la taberna de Moe, la Escuela Primaria de Springfield, y la Mazmorra del Androide y Baseball Card Shop. Durante el desarrollo de Hit & Run, 20th Century Fox, Gracie Films, y Matt Groening, creador de Los Simpson, jugaron un papel importante en convertir el universo de la serie a un entorno 3D. Todas las voces de los personajes fueron facilitadas por los actores reales, y los escritores de la serie escribieron toda la historia para el juego, incluido el diálogo. Tim Ramage, el productor asociado del editor del juego, Vivendi Universal Games, consideraba una bendición tener la oportunidad de trabajar con el elenco de Los Simpsons, junto con el equipo de los escritores, que Ramage llamó "el mejor que hay".

## Personajes
- Homero J. Simpson - Padre de la familia.
- Bart Simpson - Hijo mayor de la familia, rebelde en general.
- Lisa Simpson - La hija mediana de la familia y en general la más lista.
- Marge Simpson - Madre de la familia y por lo general la encargada de la paz.
- Apu Nahasapeemapetilon - Propietario del Kwik-E-Mart y amigo de la familia Simpson.

## Extras
- Partida extra: La partida extra son pistas de carrera que se van desbloqueando al encontrar las 7 cartas secretas de cada nivel (una pista por nivel). Cada pista representa una zona del nivel, y pueden participar 4 jugadores a la vez, con cualquier auto que hayas desbloqueando y personaje jugable.
- Película secreta: Para obtenerla hay que obtener todas las cartas de cada nivel, 49 en total.
- Vehículos extra: Hay, aparte de los vehículos que circulan por las calles, un total de 42 coches que sólo puede conducir el jugador y que puede llamar desde una cabina; la mayoría de los cuales han aparecido en distintos episodios a lo largo de la serie. Además de todo el juego, hay siete coches extra (1 por nivel), escondidos en Springfield (no se obtienen de la cabina).